# Ariovistus

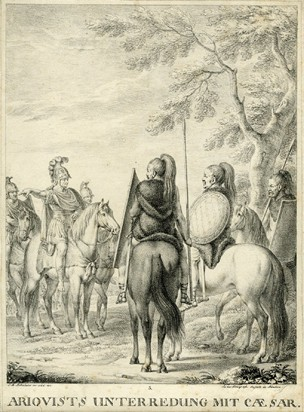
Ariovistus ontmoet Julius Caesar (Johann Michael Mettenleiter, 1808)

Ariovistus was een legerleider (ook wel koning genoemd) van een onderdeel van de Germaanse stam van de Sueben. Hij viel Gallia binnen en was hier succesvol tegen een aantal Keltische stammen. In 58 v.Chr. werd hij verslagen door de Romeinen onder leiding van Julius Caesar.

## Geschiedenis
Omstreeks 61 v.Chr. tijd waren de Kelten in Gallië verdeeld. In het noordoosten bleken er twee groeperingen te zijn die tegenover elkaar stonden: de Aedui die vriendschap hadden gesloten met de Romeinen, en de Arverni en de Sequani die daar niets van moesten hebben. Beide groepen betwistten elkaar de controle over de handelsroute langs de Rhône en de Sâone. In die strijd riepen de Sequani de hulp van de naar het zuiden trekkende groepen Germanen in onder leiding van Ariovistus. Hij deed wat hem gevraagd werd, want hij versloeg de Aedui bij Magetobriga. Helaas is niet bekend waar die plaats moet hebben gelegen. Maar de Sequani kwamen van de koude kermis thuis, want Ariovistus eiste als beloning een derde van het land van de Sequanen op, zodat de Germanen zich op de linkeroever van de Rijn konden vestigen. Korte tijd later werd nog eens 1/3 van hun grondgebied opgeëist. Volgens Julius Caesar zouden er op dat moment maar liefst 120.000 Germanen in dat gebied zijn, dat ruwweg wordt aangeduid als een deel van de Elzas en de Franche-Comté.

## Slag bij Vesontio
Als gevolg van de overwinning mochten de Sequani de Aedui tot hun ondergeschikten rekenen; zij steunden immers op de enorme toegenomen macht van Ariovistus. De Aedui waren echter niet zo bevreesd voor de Sequani, maar zagen het veel grotere gevaar van een Germaanse overheersing van Gallië. Om die reden wendden ze zich tot Julius Caesar. Deze had zo zijn eigen overwegingen. Natuurlijk waren de Aedui een bevriend volk, maar ook Ariovistus was sinds 59 v.Chr. een vriend van het Romeinse volk (Rex et amicus populi Romani). Dat argument kan nauwelijks de doorslag hebben gegeven. Dat Caesar Ariovistus onuitstaanbaar en arrogant vond ook niet. Maar wel de overwegingen die de Aedui naar voren brachten. Caesar combineerde deze met zijn eigen kennis van de wereld en zag dat er sprake was van een zuidwaartse beweging van de Germanen, terwijl hij aan de vooravond stond van een noordwaartse expansie van de Romeinse Republiek. Bovendien waren er nog meer Germanen onderweg naar het zuiden. Dat moest op een confrontatie uitlopen en Caesar moest die confrontatie winnen om te voorkomen dat Gallië uiteindelijk Germaans zou worden, zoals het de Keltische gebieden ten oosten van de Rijn was overkomen. Caesar koos voor een vorm van containmentpolitiek, het indammen en vervolgens terugdringen van de Germanen over de Rijn. Zijn eerste stap was het bezetten van de hoofdstad van de Sequanen, Vesontio (het huidige Besançon), om te voorkomen dat Ariovistus dat zou doen. Vervolgens rukte hij verder op naar het oosten. Ariovistus maakte Caesar duidelijk dat hij zich ver buiten zijn eigen landsgrenzen bevond en nota bene op het gebied kwam dat Ariovistus rechtens toekwam. Bovendien beriep Ariovistus zich erop dat hij door Caesar zelf tot vriend van Rome was benoemd. Waarschijnlijk had Caesar dat gedaan om zijn handen vrij te hebben in zijn strijd tegen de Helvetiërs om geen tweefrontenoorlog te hoeven voeren. Maar nadat de Helvetiërs bij Bibracte verslagen waren kon hij al zijn aandacht besteden aan Ariovistus en het Germaanse gevaar. De generale staf van de Romeinen had zo zijn bedenkingen tegen de op handen zijnde militaire operatie. Caesar schreef dat ze bang waren voor Ariovistus en zijn grote blonde sterke Germanen, maar het ligt meer voor de hand dat zij een fundamenteler zaak aan de orde hebben gesteld. Konden zij zonder toestemming van de Senaat wel een oorlog beginnen, en dat nota bene tegen een vriend van Rome? Ariovistus kwam de terughoudendheid in het Romeinse kamp ter ore en besloot er gebruik van te maken. Hij nodigde Caesar uit voor een gesprek waarin hij aangaf dat 'heel Gallië verboden terrein was voor de Romeinen' (volgens Caesar) en dat de generaal er verstandig aan deed zich terug te trekken naar zijn Provincie. Het gesprek werd afgebroken en ergens medio september 58 v.Chr. kwam het tot de op handen zijnde veldslag. De locatie van het gesprek is niet bekend. Men zoekt het in de buurt van Mulhouse of in de Poort van Belfort. Uiteindelijk gaven de Romeinse reservetroepen de doorslag in het taaie gevecht. Ariovistus trok zich terug naar de rechteroever van de Rijn en spoedig volgden de resterende Germanen. Ariovistus verdween daarmee uit het zicht van de historici.

## Bron
- Julius Caesar, De Bello Gallico.